# Paolo Gorini
Paolo Gorini, italijanski geolog, * 18. januar 1813, Pavia, † 2. februar 1881, Lodi.
Poleg svojega dela na področju geologije je najbolj znan po tem, da je balzamiral trupli Mazzinija in Rovanija.